# كاثلين وينسور
كاثلين وينسور (بالإنجليزية: Kathleen Winsor)‏ (16 أكتوبر 1919، أوليفيا في الولايات المتحدة - 26 مايو 2003، نيويورك في الولايات المتحدة)؛ كاتبة سيناريو، كاتِبة وروائية أمريكية.

## روابط خارجية
- كاثلين وينسور على موقع IMDb (الإنجليزية)
- كاثلين وينسور على موقع مونزينجر (الألمانية)
- كاثلين وينسور على موقع أول موفي (الإنجليزية)
- كاثلين وينسور على موقع قاعدة بيانات الفيلم (الإنجليزية)
- كاثلين وينسور على موقع كينوبويسك (الروسية)